# Pontiac Star Chief
La  Pontiac Star Chief è un'autovettura full-size prodotta dalla casa automobilistica statunitense Pontiac dal 1954 al 1966 in sei serie.

## Storia

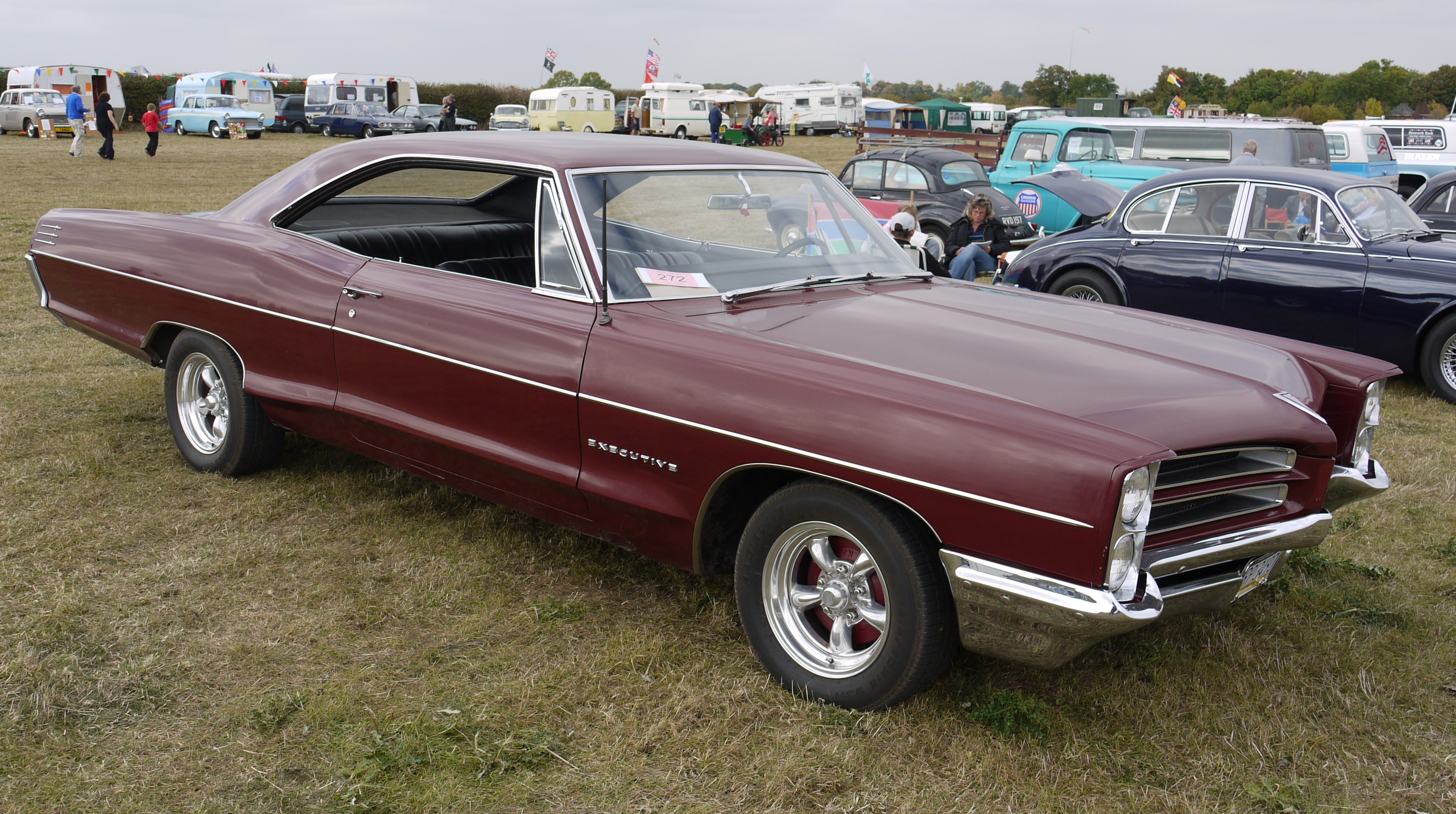
La Star Chief Executive del 1966

Dall'anno di lancio al 1957, la Star Chief è stata la vettura Pontiac di maggiore prestigio. Il modello era facilmente riconoscibile dalla presenza di decorazioni cromate sulle fiancate. Già nel 1954, era disponibile l'aria condizionata. Nel 1956 le cinture di sicurezza furono offerte tra gli optional.
Nel 1957 venne introdotta una versione ad alte prestazioni, la Star Chief Custom Bonneville. La strumentazione del cruscotto fu allocata in un ovale.
La Star Chief, nel 1958, perse il ruolo di modello Pontiac al top di gamma, pur rimanendo comunque una vettura di livello elevato. Nel 1959 la gamma di carrozzerie offerte fu limitata alle berline ed alle hardtop. Nell'ultimo anno citato, le Star Chief rappresentarono il 17,97 % di tutte le Pontiac vendute.
Nei primi sessanta alla Star Chief fu modificata la linea. A seguito di ciò, il modello diventò quasi identico alla Catalina. La Star Chief aveva però in dotazione un motore più potente, degli interni migliori ed era basata sul pianale della Bonneville, che era più lungo.
Nel 1966 il modello venne rinominato Star Chief Executive, e questo fu il primo passo verso la fine della produzione, dato che la vettura era divenuta, ormai già da qualche tempo, obsoleta. Nel 1967 la Star Chief fu tolta dal mercato e venne sostituita dalla Executive.
La Star Chief è stata assemblata a Pontiac, Flint, Ypsilanti, Wentzville. La vettura ricalcsvt il tipico layout meccanico in uso all'epoca per questo genere di modelli, ovvero il motore montato anteriormente in posizione longitudine e la trazione posteriore.